# 分裂 (心理学)
心理学において分裂（ぶんれつ、英: Splitting）とは、人間の思考において、自己と他者の肯定的特質と否定的特質の両方をあわせ、現実的に、全体として捉えることの失敗である。スプリッティング、全か無か思考（all-or-nothing thinking）とも呼ばれる。スプリッティングは発達段階の一つとして、精神分析理論においてはまた防衛機制の一つとして理解されている。

## 病状表現
スプリッティングの概念は、ロナルド・フェアバーンが対象関係論を定式化する中で発展してきた。スプリッティングは、赤ん坊が満足させてくれる親の側面（良い対象）と、満足させてくれない親の側面（悪い対象）を、良い面と悪い面を分けたままに見なして、同じ個人に統合することができないことに由来する。

### 対人関係
スプリッティングは、欲求を満足させるかあるいは頓挫させるかによって、一人の人を時を異にして全面的な善とも全面的な悪とも見なしうるので、人間関係の不安定をもたらす。これ（および類似の自己の経験の揺らぎ）は混沌とした不安定な人間関係パターン、同一性拡散や気分変動につながる。結局、セラピストもまたスプリッティングの犠牲となり得るのであって、治療過程はこれらの揺らぎに非常に妨げられうる。治療結果への負の影響を踏み越えるために、セラピストによる不断の解釈が必要とされる。

### 抑うつ
抑うつ患者では、行き過ぎた「全か無かの思考」によって症状を自己強化させている。これらの思考は「感情のアンプ」とも呼ばれ、認知の歪みがより強化される。例としては以下がある。
- 「私の努力は成功するか、あるいは悲惨な失敗に終わるかのどちらかだ」
- 「私（もしくは他人）は、すばらしい善人か、もしくはひどい悪人である」
- 「あなたは、私たちの味方になるか、もしくは敵になるかのどちらかだ[6]」

## 障害表現

### 境界性パーソナリティ障害
スプリッティングは境界性パーソナリティ障害の人々には比較的良く見られる防衛機制である。境界性パーソナリティ障害のDSM-IV-TRの診断基準の内の一つである「理想化と脱価値化との両極端を揺れ動くことによって特徴づけられる不安定で激しい対人関係様式」は、スプリッティングの描写である。精神分析理論において、境界性パーソナリティ障害の人々は自己と他者の良いイメージと悪いイメージを統合することが出来ず、良い表象と悪い表象が支配する結果となってしまう。

### 自己愛性パーソナリティ障害
自己愛性パーソナリティ障害の診断基準を満たす人々もまた、中心的防衛機制としてスプリッティングを用いる。ナルシストは、自尊心を保護するために自己の正しさを安定させようと試みる時スプリッティングをよく用いる。それは自分の意思や地位に従わない人物を完全に卑劣で軽蔑されるべき人間だとみなし、自分自身は全く正直で賞賛に値すると考えることによって成される。スプリッティングという認知の形式はまた、他の関連する防衛機制である理想化と脱価値化の使用を意味しており、これは自己愛的怒りに対する予防的態度・行動である。
境界性パーソナリティ障害におけるスプリッティングは、「良い自己」と「悪い自己」とに分裂して存在しており、それが絶えず「良い対象」と「悪い対象」とに分ける防衛機制として動員されている。対して自己愛性パーソナリティ障害におけるスプリッティングは、基底の人格構造が誇大的自己と無能的自己とに分裂して恒常的に存在しているという点において、その性質を異にする。これらは境界性パーソナリティ障害ほど劇的ではないものの、理想化されるべきものと軽蔑されるべきものとして対人関係に表現される。

## 歴史

### ジャネとフロイト
スプリッティングはピエール・ジャネによって初めて叙述された。彼はこの用語を著書『心理自動現象』の中で新作した。ジークムント・フロイトもまたこの着想を説明しようと努力したが、後に娘のアンナ・フロイトによってより明確に定義づけられた。

### メラニー・クライン
彼女の対象関係論において、メラニー・クラインは子供は二つの原初的欲動を携えて生まれると述べた。それはすなわち愛と憎しみである。すべての人類は人生を通じて両方の欲動を建設的な社会関係に統合すべく悪戦苦闘するが、幼児期の発達における一つの重要なステップはこれら二つの欲動に対する緩やかな脱二極化である。クラインによれば、このステップは妄想-分裂ポジションと呼ばれている。
スプリッティングは子供が好むもの（善、満足を与える対象）と憎むもの（悪、フラストレーションの対象）の区分けを言い表している。クラインはこれらを「よい乳房と悪い乳房」と呼んでいる。それらの乳房は一人の母親に帰属しているのだから実際には統合されているのにもかかわらず、子供は乳房を単に異なる別々のものとしてでなく、反対物として見る。子供が対象が同時に善と悪になり得ることを学ぶ時、次の段階である抑うつポジションに進むことになる。

### オットー・カーンバーグ
オットー・カーンバーグの発達モデルにおいて、スプリッティングの克服は同様に発達上の重要な課題である。子供は愛と憎しみの感情を統合することを学ばねばならない。カーンバーグはスプリッティングに関して子供の発達段階を三つの異なる段階に区別した。
- 第一段階：子供が自己と対象を経験せず、異なった実体としての善悪も経験しない。
- 第二段階：善と悪は異なって見られている。なぜなら自己とそれ以外の間の境界線がすでに安定してあり、他者はその行為によってすべて善かすべて悪として見られる。これは、他者を悪として考えることが自己をも悪であると含意することを意味する。だから保護者は、自己もまた善と見なされるのだから、善と捉えた方がよい。
- 第三段階：スプリッティングは消滅し、自己と他者は善と悪の両方の性質を持つとして見なされうる。他者に対して憎悪に満ちた考えを持つことは、自己がすべて憎むべきものであることを意味しないし、他者がすべて憎むべきものであることをも意味しない。

## 関連人物
- ロナルド・フェアバーン
- メラニー・クライン
- オットー・カーンバーグ